# Megachile biroi
Megachile biroi är en biart som beskrevs av Heinrich Friese 1903. Megachile biroi ingår i släktet tapetserarbin, och familjen buksamlarbin. Inga underarter finns listade i Catalogue of Life.